# Säkert! (musikalbum)
Säkert!, är den svenska singer/songwritern Annika Norlins andra, men första svenskspråkiga, fullängdsalbum efter det engelskspråkiga albumet Introducing...Hello Saferide. På det här albumet som släpptes den 7 februari 2007 framträder Norlin under artistnamnet Säkert!. 
Den 15 februari 2007 gick albumet in på en 9:e plats på den svenska albumlistan. Totalt har albumet tillbringat 29 veckor på albumlistan.
Den första singeln som släpptes från albumet var Vi kommer att dö samtidigt. Strax efter att singeln släppts spelade bandet The Animal Five in en cover på låten där de översatt den till engelska, låten släpptes som nedladdningslåt under titeln We're going to die. Även låten Allt som är ditt har släppts som singel.
Skivan rankades av Sonic Magazine i juni 2013 som det 27:e bästa svenska albumet någonsin..

## Medverkande musiker
- Annika Norlin - Sång, Gitarr, Piano

- Henrik Oja - Gitarr, Programmeringar, Producent
- Mats Hammarström (Isolation Years) - Gitarr, Bas, Piano
- Daniel Berglund (Isolation Years) - Gitarr, Bas, Trummor
- Lovisa Nyström - Kör
- Olle Nigeus - Klarinett
- Torbjörn Näsbom - Fiol

- Markus Krunegård (Laakso) - sjunger på Det kommer bara leda till nåt ont
- Martin Hanberg (Vapnet, Sibiria) - sjunger på Sanningsdan

## Låtlista
1. "Det här är vad dom säger" (2:02)
2. "Vi kommer att dö samtidigt" (2:58)
3. "Allt som är ditt" (2:44)
4. "Det kommer bara att leda till nåt ont" (3:33)
5. "Någon gång måste du bli själv" (2:45)
6. "Sanningsdan" (4:11)
7. "Stetoskop" (2:40)
8. "Ditt kvarter" (3:24)
9. "Och jag grät mig till sömns efter alla dar" (2:56)
10. "Du kanske var på Holmön" (2:54)
11. "Är du fortfarande arg?" (4:34)

## Listplaceringar
| Lista (2007-2008) | Topplacering |
| ----------------- | ------------ |
| Sverige           | 8            |

### Fotnoter
1. ↑  Sonic #69, sommaren 2013
2. ↑  ”Säkert!”. Swedishcharts. 25 februari 2007. http://www.swedishcharts.com/showitem.asp?interpret=S%E4kert%21&titel=S%E4kert%21&cat=a. Läst 28 december 2015.